# Livio Meier
Livio Meier (sinh ngày 10 tháng 1 năm 1998) là một cầu thủ bóng đá người Liechtenstein hiện tại thi đấu cho USV Eschen/Mauren.

## Sự nghiệp quốc tế
Anh là thành viên của Đội tuyển bóng đá quốc gia Liechtenstein, có màn ra mắt trong trận giao hữu trước Qatar vào ngày 14 tháng 12 năm 2017. Meier cũng có 12 lần khoác áo U-21 Liechtenstein kể từ năm 2015.

### Bàn thắng quốc tế
Bàn thắng và kết quả của Liechtenstein được để trước.
| #  | Ngày                | Địa điểm                                         | Đối thủ | Bàn thắng | Kết quả | Giải đấu                    |
| -- | ------------------- | ------------------------------------------------ | ------- | --------- | ------- | --------------------------- |
| 1. | 10 tháng 6 năm 2022 | Sân vận động Quốc gia, Andorra la Vella, Andorra | Andorra | 1–2       | 1–2     | UEFA Nations League 2022–23 |